# اختبار شيلر
اختِبار شيلر (بالإنجليزية: Schiller's test)‏ هو اختبار طبي يعتمد على وَضع محلول اليود على عنق الرحم بهدف الكَشف عن سرطان عنق الرحم.

## الإجراءات
يتم وضع محلول اليود الخاص باختبار شيلر على عنق الرحم بحيث يمكن رؤية التغيرات بالعَين المُجردة. في حالة كان المنطقة المصبوغة سَليمة من السَرطان سَتظهر المنطقة باللون البُني، أما المناطق المُصابة لن تَمتص الصبغة، وبالتالي يتم التعرف على المناطق المُصابة ويمكن بعد ذلك أخذ خزعة من المنطقة وإجراء الفحوصات النسيجية. في حال عدم توافر محلول يود شيلر يُمكن استخدام محلول آخر شَبيه به ولكن تركيزه أعلى وهو محلول لوغول.
لا يُعتبر اختبار شيلر اختبار مُتخصص للكشف عن سرطان عنق الرحم؛ وذلك لأنَّ مناطق عنق الرحم المُصابة بالتهاب أو تقرح أو تَقران لن تمتص الصبغة أيضاً.

## التسمية
َتمت تسمية هذا الاختبار نسبةً إلى عالم الأمراض الأمريكي والتر شيلر (1887 – 1960).

## روابط خارجية
- اختبار شيلر/موقع الطبي.